# 山东省戏剧家协会
山东省戏剧家协会（简称山东省剧协），是中华人民共和国山东省戏剧家组成的专业性人民团体，也是中国戏剧家协会在山东省的分会。

## 历史沿革
1951年4月，成立山东省戏剧工作者协会。虞棘任主席。1959年7月，召开第一次会员代表大会，更名为中国戏剧家协会山东分会。1990年更名为山东省戏剧家协会。
山东省戏剧家协会曾创作了大型话剧《丰收之后》、编辑出版了《齐鲁剧作》、《山东新时期十年剧作选》、《方荣翔艺术生涯》、大型画册《齐鲁梅林花盛开》等书目。

## 历届组成人员

### 第一届
- 任期：1959年7月－1980年6月
- 主席：李时
- 副主席：蓝澄、言少朋、赵剑秋、窦朝荣、张春雷、郎咸芬、张春秋（1978年8月增补）、方荣翔（1978年8月增补）、张云凤（1978年8月增补）
- 秘书长：

### 第二届
- 任期：1980年6月－1988年11月
- 主席：郎咸芬
- 副主席：蓝澄、赵剑秋、张春秋、方荣翔、张云凤、尚之四、高玉铭、翟剑萍、王敏
- 秘书长：

### 第三届
- 任期：1988年11月－1995年1月
- 主席：高玉铭
- 副主席：代路、孙毅、刘小衡、纪根垠、李岱江、宋云峰、张晶、张彭、张云凤、翟剑萍、丛耸（1989年1月增补）、施效增（1989年1月增补）
- 秘书长：

### 第四届
- 任期：1995年1月－2004年
- 主席：孙毅
- 副主席：

### 第五届
- 任期：2004年－2011年8月
- 主席：霍俊萍 → 周艺
- 副主席：
- 秘书长：

### 第六届
- 任期：2011年8月－2017年1月
- 主席：陈鹏[3]
- 副主席：
- 秘书长：

### 第七届
- 任期：2017年1月－
- 主席：张积强[4]
- 副主席：王文清、吕凤琴、刘建杰、李保良、邵小环、李新花、陈媛、荆延国、段晓羚、高静、柴心记、董翠娜、董璇、焦黎
- 秘书长：柴心记（兼）